# Каштелян

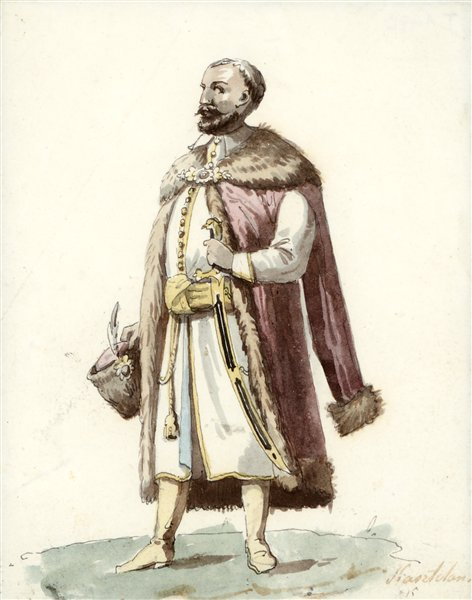
Канут Русецкий. Каштелян. 1823 год.

Каштеля́н (пол. Kasztelan, из лат. castellanus, от castellum — «за́мок») — должность в Польше, Великом княжестве Литовском и Русском. 
В другом источнике указано что это смотритель замка, двора и тому подобное, и назывался он кастелян, и всего долее это звание, в словарной форме каштелян сохранилось в Польше. Каштеляны первоначально были военными начальниками и вместе судьями в провинциях государства, различаясь между собою по значению тех городов, в которых они имели местопребывание.

## История
В средневековой Польше должность появилась в XIII веке. Первоначально управлял замком и исполнял некоторые судебные функции, но к началу XIV века практически утратил влияние.
В Великом княжестве Литовском и Русском должность была введена в 1413 году с учреждением польских воеводств с центрами в Вильне и Троках.
В 1506 году были образованы новые воеводства, где также была введена должность каштеляна. Функции каштеляна не были чётко очерчены. С точки зрения служебной иерархии он занимал второе место в воеводстве после самого воеводы. При посполитом рушении каштелян собирал шляхту главного повета и передавал её под командование воеводы. Каштеляны входили в состав рады. Аналогичная ситуация была и в Польше.
После образования Речи Посполитой, в 1569 году, каштеляны вошли в состав Сената. В отсутствие воеводы каштелян созывал сеймик главного повета воеводства и председательствовал на нём. Среди каштелянов установилась строгая иерархия, в соответствии с которой они занимали места в Сенате (наряду с воеводами). Самым старшим был каштелян краковский (выше всех воевод). За ним следовали каштеляны виленский и трокский, равные воеводам. Далее следовали кресловые кастеляны, заседавшие на стульях (по-польски krzesło), — познанский, сандомирский (сендомирский), калишский, войницкий, жемайтский, киевский, иновроцлавский, львовский, волынский и другие. Менее почитаемы были каштеляны радомский, холмский, варшавский и другие, заседавшие на так называемом сером конце на лавках у стен.
Должность занимали, как правило, представители знатных родов Радзивиллов, Тышкевичей, Ходкевичей, Гольшанских.
С разделами Речи Посполитой в конце XVIII века должность исчезла.
Позднее кастелянами называли также смотрителей костёлов, кастеляншами — кладовщиц (смотрительниц белья) в лечебных, лечебно-оздоровительных учреждениях и различного рода приютах для детей, инвалидов и стариков.